# Erebia gavarniensis
Erebia gavarniensis är en fjärilsart som beskrevs av B.C.S Warren 1913. Erebia gavarniensis ingår i släktet Erebia och familjen praktfjärilar. Inga underarter finns listade i Catalogue of Life.